# Stazione dell'aeroporto Charles de Gaulle 2 TGV
La stazione Aéroport Charles-de-Gaulle 2 TGV (in francese Gare Aéroport Charles-de-Gaulle 2 TGV) è una stazione ferroviaria situata tra i comuni francesi di Tremblay-en-France e Le Mesnil-Amelot, a servizio dell'Aeroporto di Parigi Charles de Gaulle. Essa si trova sulla linea ferroviaria da Aulnany-sous-Bois a Roissy e sulla linea ferroviaria ad alta velocità chiamata LGV Interconnextion Est.
Si trova all'interno del terminal 2 dell'aeroporto.
È una stazione della Société Nationale des Chemins de fer Français servita sia dai treni della RER B sia dai TGV. È anche servita dal CDGVAL, il metrò automatico interno a servizio dell'aeroporto.

## Stazione ferroviaria
Stabilita a 96 metri s.l.m. e localizzata tra il terminal 2 C\D e 2 E\F, la stazione Aéroport Charles-de-Gaulle 2 TGV si trova ai punto chilometrico 28,714 della linea da Aulnay-sous-Bois a Roissy e al punto chilometrico 7,487 della linea ad alta velocità chiamata LGV Interconnextion Est.
I due binari centrali, percorribili a 200 km/h e sprovvisti di banchina, servono al passaggio dei treni che non effettuano la fermata (soprattutto i treni Eurostar Londra-Marne-la-Vallée - Chessy o Londra-Marsiglia.

## Storia
Nel 1987 il governo francese decise di costruire una stazione TGV nell'aeroporto. Nel 1989, Groupe ADP e Air France firmarono un accordo per la costruzione di una stazione TGV/RER nel terminal 2. La stazione venne inaugurata il 24 novembre 1994.
Sui 2,5 milioni di passeggeri sperati, solo 500 000 viaggiatori utilizzarono la stazione nel 1994/1995.
Nel 2004 2,4 milioni di passeggeri hanno utilizzato la stazione TGV, due terzi dei quali per una coincidenza TGV-aereo. Il suo traffico annuale è di 2,8 milioni di passeggeri nel 2006, di 3 milioni di passeggeri nel 2007 e di 3,4 milioni di passeggeri nel 2008, ripartiti come segue:
- 70% per una coincidenza TGV-aereo;
- 10% per una coincidenza TGV-TGV;
- 20% per il servizio locale.

In occasione del ventesimo anniversario della stazione e per un investimento di 5 milioni di euro, la struttura e la circolazione dei passeggeri sono riorganizzati seguendo tre spazi; una vasta sala d'attesa al centro, una biglietteria SNCF a destra e la zona binari a sinistra. Oltre a una segnaletica nuova e moderna, il comfort è stato aumentato grazie all'installazione di poltrone, panchine riscaldate d'inverno, zone lettura e prese elettriche.

## Stazione RER e TGV
Situate della stessa struttura, le due stazioni sono comunque distinte da una recinzione al livello dei binari. Entrambe le stazioni appartengono alla Société Nationale des Chemins de fer Français.

### Stazione RER
La stazione della RER B si chiama Aéroport Charles de Gaulle 2 TGV e appartiene alla rete del Transilien. È il capolinea del ramo B3 ed è situata a est degli hall 2C e 2D. Per accedere alla stazione bisogna essere muniti di un titolo di trasporto valido.

### Stazione TGV
La stazione TGV si chiama Aéroport Charles de Gaulle TGV. Si trova a est della stazione RER e il suo accesso è libero.

## Stazione CDGVAL
La stazione del CDGVAL si chiama Terminal 2 - Gare e appartiene a Groupe ADP. È il capolinea est del CDGVAL. Si trova tra la stazione RER e l'hall 2F. La stazione è stata inaugurata il 4 aprile 2007 e l'utilizzo del CDGVAL è gratuito.